# Orso di Benevento
Orso, in latino Ursus (... – 892), è stato un principe longobardo, principe di Benevento dall'890 all'891.

## Biografia
Orso succedette al padre, Aione II, come principe di Benevento nell'890 o 891. Orso non riuscì a mantenere a lungo questo titolo. Fu deposto dopo la conquista di Benevento dallo strategos bizantino della Calabria, Sybbaticius. Benevento divenne, anche se per breve tempo, la capitale del thema della Langobardia. Il suo epitaffio dice: